# Lye socken
Lye socken ingick i Gotlands södra härad, ingår sedan 1971 i Gotlands kommun och motsvarar från 2016 Lye distrikt.
Socknens areal är 19,42 kvadratkilometern varav 19,19 land. År 2020 fanns här 185 invånare. Kyrkbyn Lye med sockenkyrkan Lye kyrka ligger i socknen. 

## Administrativ historik
Lye socken har medeltida ursprung. Socknen tillhörde Garde ting som i sin tur ingick i Burs setting i Sudertredingen.
Vid kommunreformen 1862 övergick socknens ansvar för de kyrkliga frågorna till Lye församling och för de borgerliga frågorna bildades Lye landskommun. Landskommunen inkorporerades 1952 i Ljugarns landskommun och ingår sedan 1971 i Gotlands kommun.  Församlingen uppgick 2006 i Garde församling.
1 januari 2016 inrättades distriktet Lye, med samma omfattning som församlingen hade 1999/2000.  
Socknen har tillhört samma fögderier och domsagor som Gotlands södra härad. De indelta båtsmännen tillhörde Gotlands andra båtsmanskompani.

## Geografi
Lye socken ligger i Gotlands sydöstra inland, sydost om Hemse. Socknen har odlingsbygd med ett skogsområde i norr.

### Gårdsnamn
Annexen, Bjärges, Bosarve, Dals, Eriks, Häffride, Härfars, Lillrone, Lyrungs, Mannegårde, Medebys, Rotarve, Sigulds, Smiss, Snevide.

## Fornlämningar
Från järnåldern finns gravfält, husgrunder, stensträngar och sliprännestenar. Sex runristningar är kända och fyra vikingatida silverskatter har påträffats.

## Namnet
Namnet (1300-talet lyum) hänger troligen samman med ly, 'lä, skydd', eller lya, 'håla under marken för vilda djur' med oklar tolkning. Alternativt, men mindre troligt, har föreslagits lyar, 'inbyggare från Lau'.

## Befolkningsutveckling
| Befolkningsutvecklingen i Lye socken 1750–2020 | Befolkningsutvecklingen i Lye socken 1750–2020 | Befolkningsutvecklingen i Lye socken 1750–2020 | Befolkningsutvecklingen i Lye socken 1750–2020 | Befolkningsutvecklingen i Lye socken 1750–2020 |
| --- | ---------------------------------------------- | ---------------------------------------------- | ---------------------------------------------- | ---------------------------------------------- |
| |                                                |                                                |                                                |                                                |
| År |                                                |                                                | Folkmängd                                      |                                                |
| 1750 | 1750                                           |                                                | 206                                            |                                                |
| 1760 | 1760                                           |                                                | 197                                            |                                                |
| 1769 | 1769                                           |                                                | 219                                            |                                                |
| 1810 | 1810                                           |                                                | 264                                            |                                                |
| 1820 | 1820                                           |                                                | 292                                            |                                                |
| 1830 | 1830                                           |                                                | 307                                            |                                                |
| 1840 | 1840                                           |                                                | 333                                            |                                                |
| 1850 | 1850                                           |                                                | 320                                            |                                                |
| 1860 | 1860                                           |                                                | 338                                            |                                                |
| 1870 | 1870                                           |                                                | 356                                            |                                                |
| 1880 | 1880                                           |                                                | 308                                            |                                                |
| 1890 | 1890                                           |                                                | 287                                            |                                                |
| 1900 | 1900                                           |                                                | 309                                            |                                                |
| 1910 | 1910                                           |                                                | 336                                            |                                                |
| 1920 | 1920                                           |                                                | 337                                            |                                                |
| 1930 | 1930                                           |                                                | 342                                            |                                                |
| 1940 | 1940                                           |                                                | 319                                            |                                                |
| 1950 | 1950                                           |                                                | 316                                            |                                                |
| 1960 | 1960                                           |                                                | 304                                            |                                                |
| 1970 | 1970                                           |                                                | 265                                            |                                                |
| 1980 | 1980                                           |                                                | 236                                            |                                                |
| 1990 | 1990                                           |                                                | 225                                            |                                                |
| 2000 | 2000                                           |                                                | 209                                            |                                                |
| 2010 | 2010                                           |                                                | 182                                            |                                                |
| 2020 | 2020                                           |                                                | 185                                            |                                                |
| Anm: Källor: Umeå universitet - Tabellverket 1749-1859, Demografiska databasen, CEDAR, Umeå universitet, Befolkningsutvecklingen i Gotlands socknar 2000 - 2010, Folkmängden per distrikt, landskap, landsdel eller riket efter kön. År 2015 - 2022. |                                                |                                                |                                                |                                                |

### Fotnoter
1. 1 2  Svensk Uppslagsbok andra upplagan 1947–1955: Lye socken
2. ↑  ”Folkmängden per distrikt, landskap, landsdel eller riket efter kön. År 2015 - 2022”. Statistikdatabasen. Statistiska centralbyrån. http://www.statistikdatabasen.scb.se/pxweb/sv/ssd/START__BE__BE0101__BE0101A/FolkmangdDistrikt/. Läst 23 april 2023.
3. ↑  Harlén, Hans; Harlén Eivy (2003). Sverige från A till Ö: geografisk-historisk uppslagsbok. Stockholm: Kommentus. Libris 9337075. ISBN 91-7345-139-8
4. ↑  ”Församlingar”. Statistiska centralbyrån. https://www.scb.se/hitta-statistik/regional-statistik-och-kartor/regionala-indelningar/forsamlingar/. Läst 30 december 2022.
5. ↑  Administrativ historik för Lye socken (Klicka på församlingsposten). Källa: Nationella arkivdatabasen, Riksarkivet.
6. ↑  Om Gotlands båtsmanskompani
7. 1 2  Sjögren, Otto (1931). Sverige geografisk beskrivning del 2 Östergötlands, Jönköpings, Kronobergs, Kalmar och Gotlands län. Stockholm: Wahlström & Widstrand. Libris 9939
8. 1 2 3  Nationalencyklopedin
9. ↑  Förteckning över slipskåror
10. ↑  Fornlämningar, Statens historiska museum: Lye socken
11. ↑  Fornminnesregistret, Riksantikvarieämbetet: Lye socken Fornminnen i socknen erhålls på kartan genom att skriva in sockennamn (utan "socken") i "Ange geografiskt område"
12. ↑  Mats Wahlberg, red (2003). Svenskt ortnamnslexikon. Uppsala: Institutet för språk och folkminnen. Libris 8998039. ISBN 91-7229-020-X. https://isof.diva-portal.org/smash/get/diva2:1175717/FULLTEXT02.pdf